# Menetia maini
Espèce
Synonymes
- Menetia zynja Ingram, 1977

Menetia maini est une espèce de sauriens de la famille des Scincidae.

## Répartition
Cette espèce est endémique d'Australie. Elle se rencontre en Australie-Occidentale, dans le Territoire du Nord et au Queensland.

## Étymologie
Cette espèce est nommée en l'honneur d'Albert Russell Main (1919-2010).

## Publication originale
- Storr, 1976 : The genus Menetia (Lacertilia: Scincidae) in Western Australia. Records of the Western Australian Museum, vol. 4, p. 189-200 (texte intégral).